# Bonavigo
Bonavigo est une commune de la province de Vérone dans la région Vénétie en Italie.

## Administration
| Période                                  | Période | Identité | Étiquette | Qualité |
| ---------------------------------------- | ------- | -------- | --------- | ------- |
|                                          |         |          |           |         |
| Les données manquantes sont à compléter. |         |          |           |         |

### Hameaux
Bonavigo, Orti e Pilastro

### Communes limitrophes
Albaredo d'Adige, Angiari, Legnago, Minerbe, Roverchiara, Veronella